# 1097 Vicia
1097 Vicia је астероид главног астероидног појаса. Приближан пречник астероида је 21,08 ,
а средња удаљеност астероида од Сунца износи 2,641 астрономских јединица (АЈ).
Инклинација (нагиб) орбите у односу на раван еклиптике је 1,533 степени, а орбитални период износи 1568,243 дана (4,293 године). Ексцентрицитет орбите астероида износи 0,294.
Апсолутна магнитуда астероида износи 11,70 а геометријски албедо 0,083.
Астероид је откривен 11. августа 1928. године.